# Кубок Америки з футболу 2024
Кубок Америки з футболу 2024 року — сорок восьмий розіграш головного футбольного турніру серед національних збірних Південної Америки та Північної Америки.
Турнір відбувся з 20 червня по 14 липня 2024 року в США.

## Формат
Востаннє Еквадор приймав «Copa America» в 1993 році. Цей Кубок Америки був спочатку запланований на 2023 рік, але був перенесений на 2024 рік, щоб дати проведення турніру збіглися з датами Євро-2024.
У зв'язку з проблемами з безпекою в країні Еквадор відмовився від проведення турніру і його  перенесли до США, які вже приймали Кубок Америки 2016 року.
До десяти збірних команд КОНМЕБОЛ на турнір будуть запрошені шість команд КОНКАКАФ, щоб довести число учасників до 16. 16 команд, розбиті на 4 групи по 4 команди, в одноколовому турнірі визначать 8-х учасників плей-оф (переможці груп та 4 команди, що зайняли другі місця), які потраплять у чвертьфінал.

## Організація турніру

### Стадіони
Турнір проходив на 14 стадіонах в 14 містах
| Інглвуд                | Санта-Клара | Глендейл | Парадайз                  |
| ---------------------- | --- | --- | ------------------------- |
| Соу-Фай Стедіум        | Левайс Стедіум | Стейт Фарм Стедіум | Елліджент-стедіум         |
| Місткість: 70 240      | Місткість: 68 500 | Місткість: 63 400 | Місткість: 61 000         |
|                        | | |                           |
| Арлінгтон              | Арлінгтон Атланта Остін Шарлотт Іст-Ратерфорд Х'юстон Орландо Маямі-Гарденс Канзас-Сіті Інглвуд Санта-Клара Глендейл Парадайз | Арлінгтон Атланта Остін Шарлотт Іст-Ратерфорд Х'юстон Орландо Маямі-Гарденс Канзас-Сіті Інглвуд Санта-Клара Глендейл Парадайз | Атланта                   |
| «AT&T Стедіум»         | Арлінгтон Атланта Остін Шарлотт Іст-Ратерфорд Х'юстон Орландо Маямі-Гарденс Канзас-Сіті Інглвуд Санта-Клара Глендейл Парадайз | Арлінгтон Атланта Остін Шарлотт Іст-Ратерфорд Х'юстон Орландо Маямі-Гарденс Канзас-Сіті Інглвуд Санта-Клара Глендейл Парадайз | «Мерседес-Бенц Стедіум»   |
| Місткість: 80 000      | Арлінгтон Атланта Остін Шарлотт Іст-Ратерфорд Х'юстон Орландо Маямі-Гарденс Канзас-Сіті Інглвуд Санта-Клара Глендейл Парадайз | Арлінгтон Атланта Остін Шарлотт Іст-Ратерфорд Х'юстон Орландо Маямі-Гарденс Канзас-Сіті Інглвуд Санта-Клара Глендейл Парадайз | Місткість: 71 000         |
|                        | Арлінгтон Атланта Остін Шарлотт Іст-Ратерфорд Х'юстон Орландо Маямі-Гарденс Канзас-Сіті Інглвуд Санта-Клара Глендейл Парадайз | Арлінгтон Атланта Остін Шарлотт Іст-Ратерфорд Х'юстон Орландо Маямі-Гарденс Канзас-Сіті Інглвуд Санта-Клара Глендейл Парадайз |                           |
| Остін                  | Арлінгтон Атланта Остін Шарлотт Іст-Ратерфорд Х'юстон Орландо Маямі-Гарденс Канзас-Сіті Інглвуд Санта-Клара Глендейл Парадайз | Арлінгтон Атланта Остін Шарлотт Іст-Ратерфорд Х'юстон Орландо Маямі-Гарденс Канзас-Сіті Інглвуд Санта-Клара Глендейл Парадайз | Шарлотт                   |
| «Q2 Стедіум»           | Арлінгтон Атланта Остін Шарлотт Іст-Ратерфорд Х'юстон Орландо Маямі-Гарденс Канзас-Сіті Інглвуд Санта-Клара Глендейл Парадайз | Арлінгтон Атланта Остін Шарлотт Іст-Ратерфорд Х'юстон Орландо Маямі-Гарденс Канзас-Сіті Інглвуд Санта-Клара Глендейл Парадайз | «Бенк оф Америка Стедіум» |
| Місткість: 20 738      | Арлінгтон Атланта Остін Шарлотт Іст-Ратерфорд Х'юстон Орландо Маямі-Гарденс Канзас-Сіті Інглвуд Санта-Клара Глендейл Парадайз | Арлінгтон Атланта Остін Шарлотт Іст-Ратерфорд Х'юстон Орландо Маямі-Гарденс Канзас-Сіті Інглвуд Санта-Клара Глендейл Парадайз | Місткість: 74 867         |
|                        | Арлінгтон Атланта Остін Шарлотт Іст-Ратерфорд Х'юстон Орландо Маямі-Гарденс Канзас-Сіті Інглвуд Санта-Клара Глендейл Парадайз | Арлінгтон Атланта Остін Шарлотт Іст-Ратерфорд Х'юстон Орландо Маямі-Гарденс Канзас-Сіті Інглвуд Санта-Клара Глендейл Парадайз |                           |
| Іст-Ратерфорд          | Арлінгтон Атланта Остін Шарлотт Іст-Ратерфорд Х'юстон Орландо Маямі-Гарденс Канзас-Сіті Інглвуд Санта-Клара Глендейл Парадайз | Арлінгтон Атланта Остін Шарлотт Іст-Ратерфорд Х'юстон Орландо Маямі-Гарденс Канзас-Сіті Інглвуд Санта-Клара Глендейл Парадайз | Х'юстон                   |
| «Мет-Лайф Стедіум»     | Арлінгтон Атланта Остін Шарлотт Іст-Ратерфорд Х'юстон Орландо Маямі-Гарденс Канзас-Сіті Інглвуд Санта-Клара Глендейл Парадайз | Арлінгтон Атланта Остін Шарлотт Іст-Ратерфорд Х'юстон Орландо Маямі-Гарденс Канзас-Сіті Інглвуд Санта-Клара Глендейл Парадайз | «NRG-Стедіум»             |
| Місткість: 82 566      | Арлінгтон Атланта Остін Шарлотт Іст-Ратерфорд Х'юстон Орландо Маямі-Гарденс Канзас-Сіті Інглвуд Санта-Клара Глендейл Парадайз | Арлінгтон Атланта Остін Шарлотт Іст-Ратерфорд Х'юстон Орландо Маямі-Гарденс Канзас-Сіті Інглвуд Санта-Клара Глендейл Парадайз | Місткість: 72 220         |
|                        | Арлінгтон Атланта Остін Шарлотт Іст-Ратерфорд Х'юстон Орландо Маямі-Гарденс Канзас-Сіті Інглвуд Санта-Клара Глендейл Парадайз | Арлінгтон Атланта Остін Шарлотт Іст-Ратерфорд Х'юстон Орландо Маямі-Гарденс Канзас-Сіті Інглвуд Санта-Клара Глендейл Парадайз |                           |
| Орландо                | Маямі-Гарденс | Канзас-Сіті | Канзас-Сіті               |
| «Орландо Сіті Стедіум» | «Хард Рок Стедіум» | «Чілдренс Мерсі Парк» | «Ерроухед-Стедіум»        |
| Місткість: 25 500      | Місткість: 64 767 | Місткість: 18 467 | Місткість: 76 416         |
|                        | | |                           |

## Учасники
| КОНМЕБОЛ (10 збірних) | КОНКАКАФ (6 збірних)                                               |
| --- | ------------------------------------------------------------------ |
| - Аргентина (володар Кубка Америки 2021) - Болівія - Бразилія - Чилі - Колумбія - Еквадор - Парагвай - Перу - Уругвай - Венесуела | - США (господар) - Мексика - Ямайка - Панама - Канада - Коста-Рика |

## Груповий етап

### Група A
| Поз | Команда   | І | В | Н | П | ГЗ | ГП | РГ | О | Кваліфікація       |
| --- | --------- | - | - | - | - | -- | -- | -- | - | ------------------ |
| 1   | Аргентина | 3 | 3 | 0 | 0 | 5  | 0  | +5 | 9 | Вихід в 1/4 фіналу |
| 2   | Канада    | 3 | 1 | 1 | 1 | 1  | 2  | −1 | 4 | Вихід в 1/4 фіналу |
| 3   | Чилі      | 3 | 0 | 2 | 1 | 0  | 1  | −1 | 2 |                    |
| 4   | Перу      | 3 | 0 | 1 | 2 | 0  | 3  | −3 | 1 |                    |

| 20 червня 2024 20:00 (UTC−4) |

| Аргентина                     | 2–0      | Канада |
| ----------------------------- | -------- | ------ |
| Альварес 49' Ла. Мартінес 88' | Протокол |        |

| Мерседес-Бенц Стедіум, Атланта, Джорджія Глядачів: 70 564 Арбітр: Хесус Валенсуела, (Венесуела) |

| 21 червня 2024 19:00 (UTC−5) |

| Перу | 0–0      | Чилі |
| ---- | -------- | ---- |
|      | Протокол |      |

| AT&T Стедіум, Арлінгтон, Техас Глядачів: 43 030 Арбітр: Вілтон Сампайо, (Бразилія) |

| 25 червня 2024 17:00 (UTC−5) |

| Перу | 0–1      | Канада    |
| ---- | -------- | --------- |
|      | Протокол | Девід 74' |

| Чілдренс Мерсі Парк, Канзас-Сіті, Канзас Глядачів: 15 625 Арбітр: Маріо Ескобар, (Гватемала) |

| 25 червня 2024 21:00 (UTC−4) |

| Чилі | 0–1      | Аргентина        |
| ---- | -------- | ---------------- |
|      | Протокол | Ла. Мартінес 88' |

| Мет-Лайф Стедіум, Іст-Ратерфорд, Нью-Джерсі Глядачів: 81 106 Арбітр: Андрес Матонте, (Уругвай) |

| 29 червня 2024 20:00 (UTC−4) |

| Аргентина             | 2–0      | Перу |
| --------------------- | -------- | ---- |
| Ла. Мартінес 47', 86' | Протокол |      |

| Хард Рок Стедіум, Маямі-Гарденс, Флорида Глядачів: 64 972 Арбітр: Сезар Артуро Рамос, (Мексика) |

| 29 червня 2024 20:00 (UTC−4) |

| Канада | 0–0      | Чилі |
| ------ | -------- | ---- |
|        | Протокол |      |

| Інтер&Ко Стедіум, Орландо, Флорида Глядачів: 24 481 Арбітр: Вільмар Ролдан, (Колумбія) |

### Група B
| Поз | Команда   | І | В | Н | П | ГЗ | ГП | РГ | О | Кваліфікація       |
| --- | --------- | - | - | - | - | -- | -- | -- | - | ------------------ |
| 1   | Венесуела | 3 | 3 | 0 | 0 | 6  | 1  | +5 | 9 | Вихід в 1/4 фіналу |
| 2   | Еквадор   | 3 | 1 | 1 | 1 | 4  | 3  | +1 | 4 | Вихід в 1/4 фіналу |
| 3   | Мексика   | 3 | 1 | 1 | 1 | 1  | 1  | 0  | 4 |                    |
| 4   | Ямайка    | 3 | 0 | 0 | 3 | 1  | 7  | −6 | 0 |                    |

| 22 червня 2024 15:00 (UTC−7) |

| Еквадор       | 1–2      | Венесуела           |
| ------------- | -------- | ------------------- |
| Сарм'єнто 40' | Протокол | Кадіс 64' Бельо 74' |

| Левайс Стедіум, Санта-Клара, Каліфорнія Глядачів: 29 864 Арбітр: Вільмар Ролдан, (Колумбія) |

| 22 червня 2024 20:00 (UTC−5) |

| Мексика     | 1–0      | Ямайка |
| ----------- | -------- | ------ |
| Артеага 69' | Протокол |        |

| NRG-Стедіум, Х'юстон, Техас Глядачів: 53 763 Арбітр: Ісмаїл Ельфат, (США) |

| 26 червня 2024 15:00 (UTC−7) |

| Еквадор                                       | 3–1      | Ямайка      |
| --------------------------------------------- | -------- | ----------- |
| Палмер 13' (аг) Паес 45+4' (пен.) Мінда 90+1' | Протокол | Антоніо 54' |

| Елліджент-стедіум, Парадайз, Невада Глядачів: 24 074 Арбітр: Крістіан Гарай, (Чилі) |

| 26 червня 2024 18:00 (UTC−7) |

| Венесуела         | 1–0      | Мексика |
| ----------------- | -------- | ------- |
| Рондон 57' (пен.) | Протокол |         |

| Соу-Фай Стедіум, Інглвуд, Каліфорнія Глядачів: 72 773 Арбітр: Рафаель Клаус, (Бразилія) |

| 30 червня 2024 17:00 (UTC−7) |

| Мексика | 0–0      | Еквадор |
| ------- | -------- | ------- |
|         | Протокол |         |

| Стейт Фарм Стедіум, Глендейл, Аризона Глядачів: 62 565 Арбітр: Маріо Ескобар, (Гватемала) |

| 30 червня 2024 19:00 (UTC−5) |

| Ямайка | 0–3      | Венесуела                        |
| ------ | -------- | -------------------------------- |
|        | Протокол | Бельо 49' Рондон 56' Рамірес 85' |

| Q2 Стедіум, Остін, Техас Глядачів: 20 240 Арбітр: Мауріціо Маріані, (Італія) |

### Група C
| Поз | Команда | І | В | Н | П | ГЗ | ГП | РГ | О | Кваліфікація       |
| --- | ------- | - | - | - | - | -- | -- | -- | - | ------------------ |
| 1   | Уругвай | 3 | 3 | 0 | 0 | 9  | 1  | +8 | 9 | Вихід в 1/4 фіналу |
| 2   | Панама  | 3 | 2 | 0 | 1 | 6  | 5  | +1 | 6 | Вихід в 1/4 фіналу |
| 3   | США (H) | 3 | 1 | 0 | 2 | 3  | 3  | 0  | 3 |                    |
| 4   | Болівія | 3 | 0 | 0 | 3 | 1  | 10 | −9 | 0 |                    |

| 23 червня 2024 17:00 (UTC−5) |

| США                    | 2–0      | Болівія |
| ---------------------- | -------- | ------- |
| Пулишич 3' Балогун 44' | Протокол |         |

| AT&T Стедіум, Арлінгтон, Техас Глядачів: 47 873 Арбітр: Мауріціо Маріані, (Італія) |

| 23 червня 2024 21:00 (UTC−4) |

| Уругвай                              | 3–1      | Панама         |
| ------------------------------------ | -------- | -------------- |
| М. Араухо 16' Нуньєс 85' Вінья 90+1' | Протокол | Мурільйо 90+5' |

| Хард Рок Стедіум, Маямі-Гарденс, Флорида Глядачів: 33 425 Арбітр: П'єро Маса, (Чилі) |

| 27 червня 2024 18:00 (UTC−4) |

| Панама                  | 2–1      | США         |
| ----------------------- | -------- | ----------- |
| Блекмен 26' Фахардо 83' | Протокол | Балогун 22' |

| Мерседес-Бенц Стедіум, Атланта, Джорджія Глядачів: 59 145 Арбітр: Іван Бартон, (Сальвадор) |

| 27 червня 2024 21:00 (UTC−4) |

| Уругвай                                                           | 5–0      | Болівія |
| ----------------------------------------------------------------- | -------- | ------- |
| Пельїстрі 8' Нуньєс 21' М. Араухо 77' Вальверде 81' Бентанкур 89' | Протокол |         |

| Мет-Лайф Стедіум, Іст-Ратерфорд, Нью-Джерсі Глядачів: 48 033 Арбітр: Хуан Бенітес, (Парагвай) |

| 1 липня 2024 20:00 (UTC−5) |

| США | 0–1      | Уругвай     |
| --- | -------- | ----------- |
|     | Протокол | Олівера 66' |

| Ерроухед-Стедіум, Канзас-Сіті, Міссурі Глядачів: 55 460 Арбітр: Кевін Ортега, (Перу) |

| 1 липня 2024 21:00 (UTC−4) |

| Болівія     | 1–3      | Панама                             |
| ----------- | -------- | ---------------------------------- |
| Міранда 69' | Протокол | Фахардо 22' Герреро 79' Яніс 90+1' |

| Інтер&Ко Стедіум, Орландо, Флорида Глядачів: 16 129 Арбітр: Едіна Алвес, (Бразилія) |

### Група D
| Поз | Команда    | І | В | Н | П | ГЗ | ГП | РГ | О | Кваліфікація       |
| --- | ---------- | - | - | - | - | -- | -- | -- | - | ------------------ |
| 1   | Колумбія   | 3 | 2 | 1 | 0 | 6  | 2  | +4 | 7 | Вихід в 1/4 фіналу |
| 2   | Бразилія   | 3 | 1 | 2 | 0 | 5  | 2  | +3 | 5 | Вихід в 1/4 фіналу |
| 3   | Коста-Рика | 3 | 1 | 1 | 1 | 2  | 4  | −2 | 4 |                    |
| 4   | Парагвай   | 3 | 0 | 0 | 3 | 3  | 8  | −5 | 0 |                    |

| 24 червня 2024 17:00 (UTC−5) |

| Колумбія              | 2–1      | Парагвай   |
| --------------------- | -------- | ---------- |
| Муньйос 32' Лерма 42' | Протокол | Енсісо 69' |

| NRG-Стедіум, Х'юстон, Техас Глядачів: 67 059 Арбітр: Даріо Умберто Еррера, (Аргентина) |

| 24 червня 2024 18:00 (UTC−7) |

| Бразилія | 0–0      | Коста-Рика |
| -------- | -------- | ---------- |
|          | Протокол |            |

| Соу-Фай Стедіум, Інглвуд, Каліфорнія Глядачів: 67 158 Арбітр: Сезар Артуро Рамос, (Мексика) |

| 28 червня 2024 15:00 (UTC−7) |

| Колумбія                               | 3–0      | Коста-Рика |
| -------------------------------------- | -------- | ---------- |
| Діас 31' (пен.) Санчес 59' Кордоба 62' | Протокол |            |

| Стейт Фарм Стедіум, Глендейл, Аризона Глядачів: 27 386 Арбітр: Густаво Техера, (Уругвай) |

| 28 червня 2024 18:00 (UTC−7) |

| Парагвай      | 1–4      | Бразилія                                        |
| ------------- | -------- | ----------------------------------------------- |
| Альдерете 48' | Протокол | Вінісіус 35', 45+5' Савіо 43' Пакета 65' (пен.) |

| Елліджент-стедіум, Парадайз, Невада Глядачів: 46 939 Арбітр: П'єро Маса, (Чилі) |

| 2 липня 2024 18:00 (UTC−7) |

| Бразилія    | 1–1      | Колумбія      |
| ----------- | -------- | ------------- |
| Рафінья 12' | Протокол | Муньйос 45+2' |

| Левайс Стедіум, Санта-Клара, Каліфорнія Глядачів: 70 971 Арбітр: Хесус Валенсуела, (Венесуела) |

| 2 липня 2024 20:00 (UTC−5) |

| Коста-Рика            | 2–1      | Парагвай |
| --------------------- | -------- | -------- |
| Кальво 3' Алькосер 7' | Протокол | Соса 55' |

| Q2 Стедіум, Остін, Техас Глядачів: 12 765 Арбітр: Яель Фалькон, (Аргентина) |

## Плей-оф

### Турнірна сітка
|  | Чвертьфінали        | Чвертьфінали       |                          |       | Півфінали         | Півфінали         |  |  | Фінал | Фінал |
|  |                     |                    |                          |       |                   |                   |  |  |       |       |
|  | 4 липня – Х'юстон   |                    |                          |       |                   |                   |  |  |       |       |
|  |                     |                    |                          |       |                   |                   |  |  |       |       |
|  | Аргентина           | 1 (4)              |                          |       |                   |                   |  |  |       |       |
|  | Аргентина           | 1 (4)              | 9 липня – Іст-Ратерфорд  |       |                   |                   |  |  |       |       |
|  | Еквадор             | 1 (2)              |                          |       |                   |                   |  |  |       |       |
|  | Еквадор             | 1 (2)              | Аргентина                | 2     |                   |                   |  |  |       |       |
|  | 5 липня – Арлінгтон |                    | Аргентина                | 2     |                   |                   |  |  |       |       |
|  |                     | Канада             | 0                        |       |                   |                   |  |  |       |       |
|  | Венесуела           | Канада             | 0                        | 1 (3) |                   |                   |  |  |       |       |
|  | Венесуела           |                    | 14 липня – Маямі-Гарденс | 1 (3) |                   |                   |  |  |       |       |
|  | Канада              | 1 (4)              |                          |       |                   |                   |  |  |       |       |
|  | Канада              | 1 (4)              | Аргентина (дч)           | 1     |                   |                   |  |  |       |       |
|  | 6 липня – Парадайз  |                    | Аргентина (дч)           | 1     |                   |                   |  |  |       |       |
|  |                     | Колумбія           | 0                        |       |                   |                   |  |  |       |       |
|  | Уругвай             | Колумбія           | 0                        | 0 (4) |                   |                   |  |  |       |       |
|  | Уругвай             | 10 липня – Шарлотт |                          | 0 (4) |                   |                   |  |  |       |       |
|  | Бразилія            | 0 (2)              |                          |       |                   |                   |  |  |       |       |
|  | Бразилія            | 0 (2)              | Уругвай                  | 0     |                   |                   |  |  |       |       |
|  | 6 липня – Глендейл  |                    | Уругвай                  | 0     |                   |                   |  |  |       |       |
|  |                     | Колумбія           | 1                        |       | Матч за 3-є місце | Матч за 3-є місце |  |  |       |       |
|  | Колумбія            | Колумбія           | 1                        | 5     | Матч за 3-є місце | Матч за 3-є місце |  |  |       |       |
|  | Колумбія            |                    | 13 липня – Шарлотт       | 5     |                   |                   |  |  |       |       |
|  | Панама              | 0                  |                          |       |                   |                   |  |  |       |       |
|  | Панама              | 0                  | Канада                   | 2 (3) |                   |                   |  |  |       |       |
|  |                     |                    |                          |       |                   |                   |  |  |       |       |
|  | Уругвай             | 2 (4)              |                          |       |                   |                   |  |  |       |       |
|  | Уругвай             | 2 (4)              |                          |       |                   |                   |  |  |       |       |

### 1/4 фіналу
| 4 липня 2024 20:00 (UTC−5) |

| Аргентина                                               | 1–1      | Еквадор                            |
| ------------------------------------------------------- | -------- | ---------------------------------- |
| Лі. Мартінес 35'                                        | Протокол | Родрігес 90+2'                     |
|                                                         | Пенальті |                                    |
| - Мессі - Альварес - Мак Аллістер - Монтьєль - Отаменді | 4:2      | - Мена - Мінда - Єбоа - Х. Кайседо |

| NRG-Стедіум, Х'юстон, Техас Глядачів: 69 456 Арбітр: Андрес Матонте, (Уругвай) |

| 5 липня 2024 20:00 (UTC−5) |

| Венесуела                                              | 1–1      | Канада                                                |
| ------------------------------------------------------ | -------- | ----------------------------------------------------- |
| Рондон 65'                                             | Протокол | Шаффельбург 13'                                       |
|                                                        | Пенальті |                                                       |
| - Рондон - Еррера - Рінкон - Саваріно - Кадіс - Анхель | 3:4      | - Девід - Міллар - Бомбіто - Еуштакіу - Дейвіс - Коне |

| AT&T Стедіум, Арлінгтон, Техас Глядачів: 51 080 Арбітр: Вілтон Сампайо, (Бразилія) |

| 6 липня 2024 15:00 (UTC−7) |

| Колумбія                                                            | 5–0      | Панама |
| ------------------------------------------------------------------- | -------- | ------ |
| Кордоба 8' Родрігес 15' (пен.) Діас 41' Ріос 70' Борха 90+4' (пен.) | Протокол |        |

| Стейт Фарм Стедіум, Глендейл, Аризона Глядачів: 39 740 Арбітр: Мауріціо Маріані, (Італія) |

| 6 липня 2024 18:00 (UTC−7) |

| Уругвай                                                    | 0–0      | Бразилія                                       |
| ---------------------------------------------------------- | -------- | ---------------------------------------------- |
|                                                            | Протокол |                                                |
|                                                            | Пенальті |                                                |
| - Вальверде - Бентанкур - Де Арраскаета - Хіменес - Угарте | 4:2      | - Мілітао - Перейра - Дуглас Луїс - Мартінеллі |

| Елліджент-стедіум, Парадайз, Невада Глядачів: 55 770 Арбітр: Даріо Умберто Еррера, (Аргентина) |

### 1/2 фіналу
| 9 липня 2024 20:00 (UTC−4) |

| Аргентина              | 2–0      | Канада |
| ---------------------- | -------- | ------ |
| Альварес 22' Мессі 51' | Протокол |        |

| Мет-Лайф Стедіум, Іст-Ратерфорд, Нью-Джерсі Глядачів: 80 102 Арбітр: П'єро Маса, (Чилі) |

| 10 липня 2024 20:00 (UTC−4) |

| Уругвай | 0–1      | Колумбія  |
| ------- | -------- | --------- |
|         | Протокол | Лерма 39' |

| Бенк оф Америка Стедіум, Шарлотт, Північна Кароліна Глядачів: 70 644 Арбітр: Сезар Артуро Рамос, (Мексика) |

### Матч за 3-тє місце
| 13 липня 2024 20:00 (UTC−4) |

| Канада                                      | 2–2      | Уругвай                                          |
| ------------------------------------------- | -------- | ------------------------------------------------ |
| Коне 22' Девід 80'                          | Протокол | Бентанкур 8' Суарес 90+2'                        |
|                                             | Пенальті |                                                  |
| - Девід - Бомбіто - Коне - Шуаньєр - Дейвіс | 3:4      | - Вальверде - Бентанкур - Де Арраскаета - Суарес |

| Бенк оф Америка Стедіум, Шарлотт, Північна Кароліна Глядачів: 24 386 Арбітр: Алексіс Еррера, (Венесуела) |

### Фінал
| 14 липня 2024 20:00 (UTC−4) |

| Аргентина         | 1–0 (дч) | Колумбія |
| ----------------- | -------- | -------- |
| Ла. Мартінес 112' | Протокол |          |

| Хард Рок Стедіум, Маямі-Гарденс, Флорида Глядачів: 65 300 Арбітр: Рафаель Клаус, (Бразилія) |